# Alfred Ott
Alfred Ott (* 19. Juni 1934 in Rheinbrohl; † 21. März 2020 in Neuwied) war ein deutscher Fußballschiedsrichter. Zwischen 1960 und 1970 leitete er 80 Spiele der Fußball-Bundesliga sowie jeweils 6 Spiele um die deutsche Fußballmeisterschaft und im DFB-Pokal. Zwischen 1968 und 1970 war er FIFA-Schiedsrichter.

## Spiele
Sein erstes Spiel in der Fußball-Bundesliga leitete er am 24. August 1963 beim 3:2-Erfolg von Werder Bremen über Borussia Dortmund. Dabei pfiff er das Spiel bereits um 16.58 Uhr statt um 17.00 Uhr an und machte diese Begegnung zur tatsächlich ersten Begegnung der neuen Bundesliga.
Vor Einführung der Fußball-Bundesliga pfiff er bereits sechs Spiele um die deutsche Fußballmeisterschaft; sein erstes Spiel hier war am 21. Mai 1960 das Spiel zwischen Tasmania Berlin und Werder Bremen (2:1). Seinen letzten Einsatz in der Fußball-Bundesliga hatte er am 27. Oktober 1970 in der Partie zwischen Borussia Dortmund und Werder Bremen (0:1). In seinen 80 Bundesligaspielen vergab er dreimal die rote Karte. Am häufigsten leitete er Partien von Borussia Dortmund, nämlich 18-mal.

## Privates
Ott war hauptberuflich Sachbearbeiter bei einer Krankenkasse.